# Ibrahim Mbaye
Ibrahim Mbaye (Trappes, 24 januari 2008) is een Frans-Senegalees voetballer die bij voorkeur als vleugelspeler speelt. Hij speelt bij Paris Saint-Germain.

## Clubcarrière
In juli 2024 mocht Mbaye deelnemen aan de voorbereiding op het nieuwe seizoen met het eerste elftal van Paris Saint-Germain. Op 16 augustus 2024 debuteerde hij in de Ligue 1 tegen Le Havre AC. Op 29 maart 2025 scoorde hij zijn eerste competitiedoelpunt tegen Saint-Étienne.